# Wolno-Wessjoly
Wolno-Wessjoly (russisch Вольно-Весёлый) ist ein Dorf (chutor) in Südrussland. Es gehört zur Republik Adygeja und hat 70 Einwohner (Stand 2019). Im Ort gibt es 4 Straßen.

## Geographie
Das Dorf liegt im Osten des Giaginski rajon, am linken Ufer des Flusses Grjaznucha, 8 km westlich des Dorfes Dondukowskaja, 18 km nordöstlich des Dorfes Giaginskaja und 38 km nordöstlich der Stadt Maikop.